# Table des caractères Unicode (50000-50FFF)
Cette page contient des caractères spéciaux ou non latins. S’ils s’affichent mal (▯, ?, etc.), consultez la page d’aide Unicode.
Cette page décrit la liste des caractères Unicode codés de U+50000 à U+50FFF en hexadécimal (327 680 à 331 775 en décimal).

## Sous-ensembles
Cette portion n'est pas encore attribuée.
La liste suivante montre les sous-ensembles spécifiques de cette portion d’Unicode.
| Sous-ensemble | Réservés | Réservés | Décimal | Décimal |
| Sous-ensemble | Début    | Fin      | Début   | Fin     |
| ------------- | -------- | -------- | ------- | ------- |
| —             | 50000    | 5FFFD    | 327 680 | 393 213 |